# Batalla de Villaviciosa (1665)
La batalla de Villaviciosa, también llamada batalla de Montes Claros, se libró el 17 de junio de 1665, en Montes Claros, cerca de Villaviciosa (en portugués Vila Viçosa, cerca de Borba), Portugal, entre portugueses y españoles. La batalla se encuadra dentro de la Guerra de Restauración portuguesa. Terminó con una importante derrota de los españoles.

## Historia
La penetración de las tropas españolas, dirigidas por Luis de Benavides Carrillo, Marqués de Caracena, en territorio portugués se llevó a cabo por la frontera del Alentejo. Este sitió Villaviciosa, plaza que resistió denodadamente, por considerarla un punto esencial de comunicaciones entre Borba, Alandroal y Terena y un lugar de especial simbolismo por situarse allí uno de los palacios de la familia Braganza. A su encuentro se dirigieron los portugueses, encabezados por el marqués de Marialva, António Luís de Meneses. La batalla duró siete horas. Los españoles, con la artillería diezmada, contaron con numerosas bajas: 4000 muertos y 6000 prisioneros; del lado portugués, tan solo 700 soldados dejaron allí la vida.
A pesar de no incluir las bajas de la caballería española ni el número de los prisioneros españoles, el relato de un testigo español sobre las pérdidas mortales de la infantería española, escrito el mismo día de la batalla (Badajoz, 17-06-1665), es brutalmente esclarecedor:

... degolló [el enemigo] la mayor parte della [infantería] y de la que en los ataques y en el hospital que se perderían más de 6000 infantes y 16 piezas de artillería ...

Puede considerarse que esta batalla impulsó definitivamente la independencia de Portugal, que sería reconocida por España dos años y cuatro meses más tarde, con la firma entre los dos países del Tratado de Lisboa. La batalla de Villaviciosa, en la Guerra de Restauración portuguesa, fue la última de las cinco grandes victorias portuguesas contra los españoles, siendo las anteriores la batalla de Montijo (1644), la batalla de las Líneas de Elvas (1659), la batalla de Ameixial (1663) y la batalla de Castelo Rodrigo (1664).